# Đo sâu điện thẳng đứng
Đo sâu điện thẳng đứng, thường gọi theo viết tắt tiếng Anh là VES (Vertical electrical sounding) hay theo tiếng Nga là VEZ (Вертикальное электрическое зондирование), là một phương pháp địa vật lý thuộc nhóm thăm dò điện trở để khảo sát môi trường địa chất. Phương pháp này dựa trên việc xác định điện trở suất hoặc độ dẫn điện của môi trường tại vị trí điểm đo để phân tách ra các lớp địa chất khác nhau.

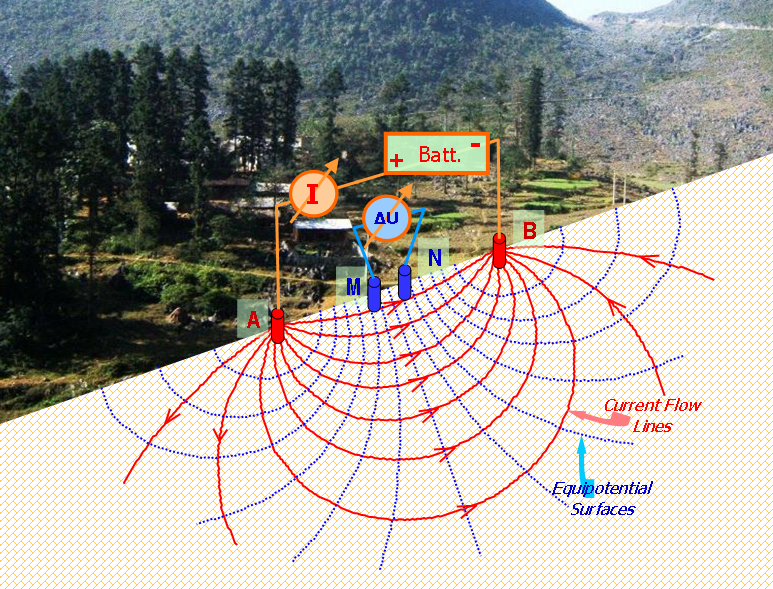
Diễn giải thăm dò điện trở dùng dòng DC

## Cơ sở lý thuyết phương pháp
Để xác định điện trở suất khối đất đá, người ta thực hiện phát dòng điện DC (từ nguồn Batt.) có cường độ {\displaystyle I_{AB}} qua các điện cực dòng (current electrodes) A và B vào đất, và đo chênh điện áp {\displaystyle U_{MN}} giữa các điện cực thế (potential electrodes) M và N.
Nếu môi trường là nửa không gian vô hạn, đồng nhất, đẳng hướng và có điện trở suất {\displaystyle \rho }, thì điện trường được tạo ra trong lớp là dừng, và có thể biểu diễn bằng hệ các đường dòng (Current flow lines) và mặt đẳng thế (Equipotential surfaces) tính được, như trong hình vẽ. Các phép tính lý thuyết dẫn đến khi dùng hệ 4 cực A, B, M, N thì điện trở suất của môi trường có thể tính được theo công thức
{\displaystyle \rho =k{\frac {U_{MN}}{I_{AB}}}}
với {\displaystyle k={\frac {2\pi }{{\frac {1}{r_{AM}}}-{\frac {1}{r_{BM}}}-{\frac {1}{r_{AN}}}+{\frac {1}{r_{BN}}}}}} gọi là hệ số thiết bị (geometric factor)
và {\displaystyle r_{AM}}, {\displaystyle r_{AN}}, {\displaystyle r_{BM}}, {\displaystyle r_{BN}} là khoảng cách giữa điện cực nêu tên.
Theo hệ đo lường SI khi {\displaystyle U_{MN}} tính ra Volt, {\displaystyle I_{AB}} tính ra Ampere, khoảng cách là mét, thì {\displaystyle \rho } tính là Ωm hay Ohm.m.
Nếu môi trường không đồng nhất, phân lớp và khối có điện trở suất khác nhau, thì giá trị tính ra được gọi là điện trở suất biểu kiến {\displaystyle \rho _{k}}. Giá trị này là trung bình các điện trở suất thực, với trọng số nghiêng về điện trở suất của khối nằm bên dưới điểm đo ở độ sâu vào cỡ {\displaystyle h=0.67min} ({\displaystyle r_{AM}}, {\displaystyle r_{AN}}, {\displaystyle r_{BM}}, {\displaystyle r_{BN}}), thường gọi là độ sâu khảo sát. Từ đây rẽ ra hai nhánh ứng dụng thăm dò điện trở suất:
1. Giữ nguyên khoảng cách {\displaystyle r_{AM}}, {\displaystyle r_{AN}}, {\displaystyle r_{BM}}, {\displaystyle r_{BN}} và trình tự sắp xếp điện cực, đo di chuyển đo dọc tuyến, để thu được mặt cắt điện trở suất, phục vụ thám sát thay đổi vật lý địa chất dọc tuyến ở "độ sâu khảo sát" nhất định.
2. Giữ nguyên "điểm đo", tăng dần khoảng cách AB, để tăng dần "độ sâu khảo sát", phục vụ thám sát thay đổi vật lý địa chất theo chiều sâu. Nội dung đo này gọi là "đo dò điểm" (sounding), hay "Đo sâu thẳng đứng".

Để có thông tin đầy đủ về vùng khảo sát cần bố trí các điểm dò thành tuyến đo hoặc mạng lưới đo, với mật độ điểm thích hợp. Những chi tiết yêu cầu này thường được nêu cụ thể trong các bản quy chuẩn, ví dụ tại Việt Nam được quy chuẩn trong TCVN 9432: 2012.

## Hệ điện cực
Trong các phép đo thăm dò điện trở, bố trí các điện cực, thường được gọi là cấu hình đo, với các hệ điện cực (Electrode array) khác nhau. Lịch sử phát triển thăm dò điện trở dẫn đến lựa chọn một số kiểu bố trí hệ cực hay dùng, là:
- Schlumberger
- Wenner alpha
- Wenner beta
- Wenner gamma
- Cực - cực (Pole-pole)
- Cực - lưỡng cực (Pole-dipole)
- Lưỡng cực - lưỡng cực (Dipole-dipole)
- Lưỡng cực xích đạo (Equatorial dipole-dipole)
- Gradient trung gian: Trước đây hay dùng ở Việt Nam.

Trong đo sâu điện thường đo với là hệ "4 cực đối xứng Schlumberger", trong đó:
- "Điểm đo" O nằm ở giữa;
- Điện cực A và B, M và N đối xứng nhau qua điểm đo O;
- Khoảng cách {\displaystyle r_{MN}} bằng cỡ 0,1 đến 0,2 {\displaystyle r_{AB}}.
- Khoảng cách AB/2 tăng từ giá trị đầu tiên, theo hệ số cỡ 1,5 đến lớn nhất. Ví dụ trong đo tìm kiếm nước ngầm đến độ sâu 100 m thì thường dùng AB/2 = (1,5; 2,5; 4; 5,5; 7; 10; 15;... 150; 250; 400) m.

Kết quả đo sâu điện được biểu diễn trên giấy logarith với trục ({\displaystyle \rho _{k}}, AB/2). Để phân tích ra các "lớp điện -địa chất" thì đường cong ({\displaystyle \rho _{k}}, AB/2) được vẽ trên "giấy can" (giấy bóng mờ), rồi so trên tập đường cong mẫu (gọi là palette) để chọn ra phân lớp phù hợp. Công việc này lệ thuộc cảm tính và kinh nghiệm của người phân tích.

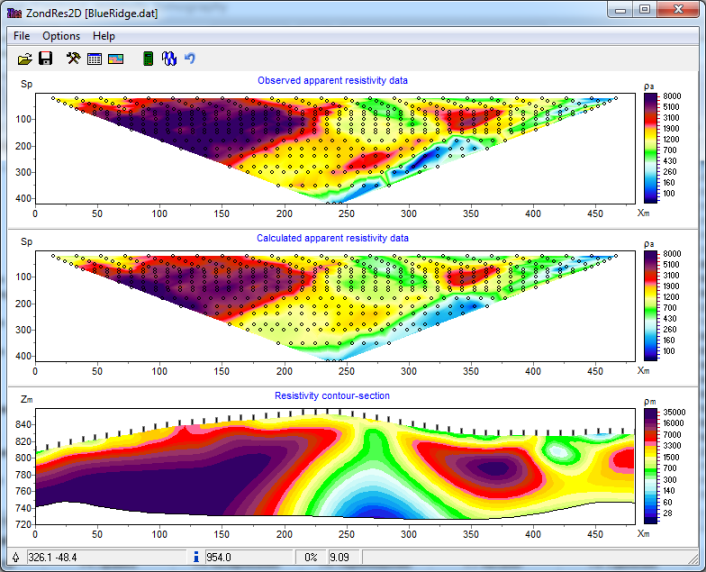
Kết quả giải ngược Mặt cắt ảnh điện 2D bằng ZondRes2D

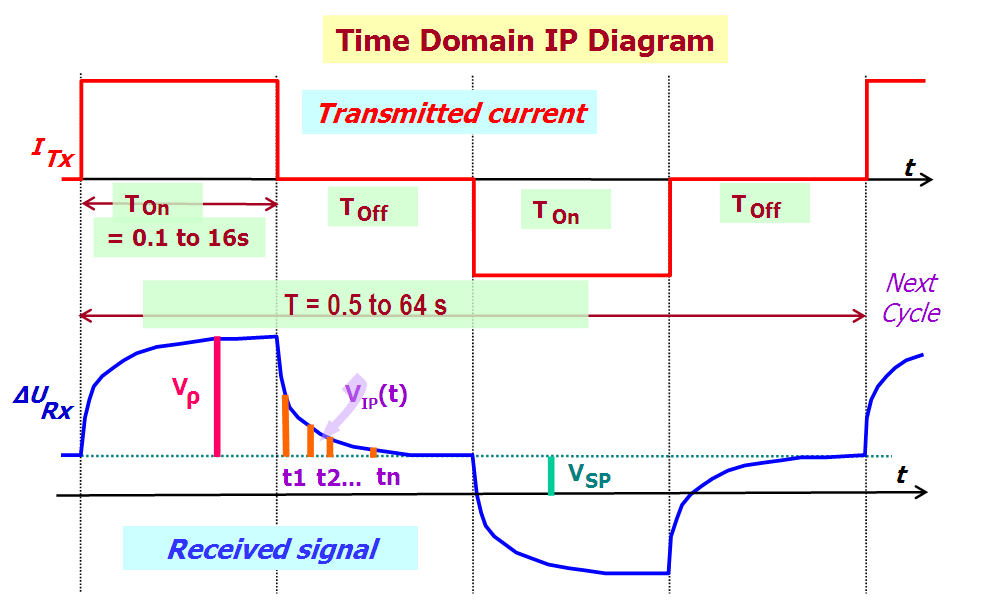
Dòng phát I_{AB} và điện áp đo U_{MN} trong các máy đo hiện nay

## Lịch sử
Các dạng ban đầu của phương pháp điện trở được nhà địa vật lý người Pháp - Đức Conrad Schlumberger đưa ra từ năm 1912. Phương pháp điện trở chiếm vị trị lớn trong các phương pháp địa vật lý hồi giữa thế kỷ 20 về trước.
Ngày nay đo VES từng điểm một đã trở nên lỗi thời, nên không được phương tây chú ý đến. Bài viết tiếng Anh Vertical electrical sounding là dịch lược từ bản Вертикальное электрическое зондирование, nên đã dùng các biểu diễn kiểu Nga, trong đó {\displaystyle \rho _{k}} với {\displaystyle k} lấy từ кажущееся сопротивление (điện trở biểu kiến). Các văn liệu Anh-Mỹ dùng biểu diễn current electrodes là C1 C2, potential electrodes là P1 P2, và "điện trở biểu kiến" là {\displaystyle \rho _{a}} với {\displaystyle a} là apparent resistivity.
Từ khoảng năm 1995 các máy đo thăm dò điện trở đã được thay thế bằng hệ máy đo đa cực, như "IRIS Instruments Syscal Pro" từ Pháp , "ABEM Terrameter SAS 4000" từ Thụy Điển , "AGI MiniSting Resistivity and IP Meter" từ Hoa Kỳ , "DMT Widerstandsmesssystems RESECS" từ Đức ,... Các thiết bị này sử dụng dòng phát {\displaystyle I_{Tx}} (tức IAB) là xung đảo chiều có quãng nghỉ, thiết kế chung cho đo điện trở và phân cực kích thích. Hệ thống đa cực cho ra mặt cắt ảnh điện trở (ERT, Electrical resistivity tomography) chính xác và trực quan hơn. Các máy tính nhúng cài sẵn điều khiển đo và lưu số liệu. Tín hiệu thu được {\displaystyle U_{Rx}} (tức UMN) được số hóa, lọc nhiễu và xử lý bằng kỹ thuật tích lũy tín hiệu từ kỳ phát dương và âm, cũng như từ nhiều chu kỳ. Khi dùng điện cực có pha bạch kim làm giảm độ phân cực điện cực, thì trong một phép đo dài một vài chu kỳ xung, máy sẽ cho ra:
- Điện trường thiên nhiên VSP, là trị trung bình của tín hiệu vào;
- Điện trở suất {\displaystyle \rho _{a}} tính từ {\displaystyle V_{\rho }} ở kỳ phát TOn;
- Hệ số phân cực, tính từ điện thế phân cực kích thích VIP tại các gates đo t1, t2,... tn ở kỳ nghỉ TOff.

Tại thực địa đội đo thực hiện rải từ 48 đến 2048 điện cực và nối về máy, sau đó máy thực hiện chọn cực đo theo chương trình chỉnh đặt được. Máy sẽ tích lũy tín hiệu đến khi đạt độ chính xác cần thiết, cỡ 1%, và nếu không có nhu cầu đo phân cực kích thích thì máy sẽ kết thúc khi kết quả đo điện trở đạt độ chính xác yêu cầu. Sau đó là chuyển số liệu sang máy tính phân tích. Hầu hết các phần mềm phân tích được bán kèm với máy, và có khóa cứng bảo vệ bản quyền.
Dẫu vậy, các phần mềm ảnh điện như Res2Dinv vẫn có menu dành cho nhập số liệu đo VES rời rạc, cho ra kết quả giải ngược Mặt cắt ảnh điện 2D.

## Đo sâu sườn hố khoan
Cùng với đưa thông tin về VES, các văn liệu địa vật lý Nga - Liên Xô cũ còn nói về phép "Đo sâu sườn hố khoan" (tiếng Nga: Боковое каротажное зондирование), là biến thể VES thực hiện trong hố khoan, nhằm xác định sự phân lớp ở thành (sườn) hố khoan khi cần quan tâm:
- Xác định sự có mặt của các thân quặng ở cạnh hố khoan nhưng có thể nằm nghiêng, hoặc khoan đã bắt trượt;
- Phân đới thành hố khi có hoạt động thấm lọc của nước ngầm hoặc dung dịch khoan.

Đo VES sườn hố khoan thực hiện bằng cách thả đồng thời các điện cực phát bằng vòng chì, xuống vị trí "điểm đo", có bó dây nối lên máy đo. Trên trạm máy dùng chuyển mạch chọn cực phát dòng, thực hiện như đo VES trên mặt đất. Phân bố điện cực thường tự chế, dựa trên số ruột cáp được trang bị.
Hiện nay trong đo điện trở suất hố khoan không đo VES sườn hố khoan nữa, mà được chuẩn hóa bằng hệ đo nhiều cực. Ví dụ đầu đo "QL40-ELOG 8-16-32-64" normal resistivity probe" của hãng Mount Sopris Instruments, cho ra 4 số liệu điện trở suất của 4 khoảng thu phát 8-16-32-64". Nó đảm bảo phát hiện sự khác nhau về điện trở suất ở đới gần và đới xa trục hố khoan.
Trong đo đạc thực tế đo điện trở suất và phân cực kích thích thực hiện với hệ đo 3 cực, lưỡng cực MN ở dưới, các cực A ở trên, còn cực B ở trên mặt đất, đặt ở nơi tiếp đất tốt và cách xa miệng hố khoan cỡ trên chục mét. Mặt khác để thuận tiện cho đo đạc, người ta tráo đổi cực thu ↔ phát và dùng dòng đảo chiều có kỳ nghỉ, phát vào lưỡng cực MN và quan sát thế ở các cực A1, A2, A3, A4 so với cực B. Nó đảm bảo điều kiện tiếp địa ở cực phát dòng thực tế không bị thăng giáng, và cho phép đo đồng thời các điện thế điện trở, cũng như tách được điện thế thiên nhiên SP. Khi có nhiều "cực A" thì điện thế SP chỉ lấy ở 1 điện cực, và trong lý lịch đầu đo sẽ chỉ rõ vị trí "điểm đo" SP, và độ dịch so với điểm đo của điện trở suất là vị trí giữa của các cực MN.